# Liste von Singleton-Implementierungen
Dies ist eine Liste von Implementierungen des Entwurfsmusters Singleton in unterschiedlichen Programmiersprachen.

## Implementierung inActionScript

### Ab Version 2
(ohne Schutz vor direkter Instanziierung)
```
class
 
Singleton
 
{

    
private
 
static
 
var
 
_instance
:
SingletonClass
;

    
private
 
function
 
Singleton
()
 
{

    
}

    
public
 
static
 
function
 
get
 
instance
()
:
Singleton
 
{

        
if
(
!
_instance
)
 
_instance
 
=
 
new
 
Singleton
();

        
return
 
_instance
;

    
}

    
public
 
function
 
doSomething
()
:
Void
 
{

    
}

}

/* @use:

Singleton.instance.doSomething();

*/

```

### Ab Version 3
In ActionScript 3 können Konstruktoren nicht als privat deklariert werden. Eine mögliche Lösung besteht darin, mittels einer privaten Klasse sicherzustellen, dass der Konstruktor nur von innerhalb der Singletonklasse aufgerufen werden kann:
```
package
 
{

   
public
 
class
 
Singleton
 
{

      
private
 
static
 
var
 
_instance
:
Singleton
 
=
 
null
;

      
public
 
function
 
Singleton
(
se
:
SingletonEnforcer
)
 
{

         
if
(
se
 
===
 
null
)
 
{

            
throw
 
new
 
Error
(
'Singleton kann nicht direkt erstellt werden. Verwende Singleton.instance'
);

         
}

      
}

      
public
 
static
 
function
 
get
 
instance
()
:
Singleton
 
{

         
if
(
_instance
 
===
 
null
)
 
{

            
_instance
 
=
 
new
 
Singleton
(
new
 
SingletonEnforcer
()
 
);

         
}

         
return
 
_instance
;

      
}

   
}

}

internal
 
class
 
SingletonEnforcer
 
{}

```

## Implementierung inC#

### Allgemein ohne Threadsicherheit
```
  
// Nur zur Veranschaulichung – bitte nicht verwenden!

  
class
 
Singleton

  
{

    
private
 
Singleton
()
 
{
 
}

    
private
 
static
 
Singleton
 
instance
 
=
 
null
;

    
public
 
static
 
Singleton
 
Instance

    
{

       
get

       
{

          
if
 
(
instance
 
==
 
null
)

          
{

             
instance
 
=
 
new
 
Singleton
();

          
}

          
return
 
instance
;

       
}

    
}

  
}

```

Verwendung:
```
Singleton
 
a
 
=
 
Singleton
.
Instance
;

Singleton
 
b
 
=
 
Singleton
.
Instance
;

Assert
.
AreEqual
(
a
,
b
);

```

### Threadsicher
Eine threadsichere Methode, entnommen aus dem MSDN-Magazin.
```
class
 
Singleton

{

  
private
 
Singleton
()
 
{
  
/* ...hier optional Initialisierungscode... */
 
}

  
public
 
static
 
readonly
 
Singleton
 
Instance
 
=
 
new
 
Singleton
();

}

```

Verwendung:
```
Singleton
 
a
 
=
 
Singleton
.
Instance
;

Singleton
 
b
 
=
 
Singleton
.
Instance
;

Assert
.
AreEqual
(
a
,
b
);

```

Das Singleton-Prinzip wird bei C# durch zwei Maßnahmen erreicht:
1. Durch die Deklaration des Konstruktors als privat (private Singleton(){}) kann dieser von außerhalb der Klasse nicht mehr aufgerufen werden – das Erstellen des Objektes ist also nur noch von innerhalb der Klasse möglich.
2. Das statische öffentliche Feld Instance speichert und liefert schreibgeschützt Zugriff auf das einzige Objekt der Klasse.

Wichtig
Der Konstruktor wird von der CLR nicht automatisch beim Programmstart aufgerufen. Erst beim ersten Zugriff auf eine Klasse werden alle statischen Member der Klasse initialisiert – in diesem Fall die Instanziierung des einen Objektes. Wenn also nie auf diese Klasse zugegriffen wird, wird der Konstruktor auch niemals ausgeführt – und das Objekt wird nie erstellt. Dieser Effekt tritt auch dann noch ein, wenn die Klasse selbst als statisch deklariert wird.
Möchte man sichergehen, dass das Singleton-Objekt beim Programmstart erstellt wird, so muss man einen beliebigen Zugriff in das Hauptprogramm (public static void Main() { }) einbauen.

### Threadsicher mit doppelt überprüfter Sperrung
Bei der doppelt überprüften Sperrung handelt es sich um ein Antimuster. Jedoch funktioniert diese Variante threadsicher und wird oft von unerfahrenen Entwicklern eingesetzt.
```
class
 
Singleton

{

  
private
 
Singleton
()
 
{
 
}

  
private
 
static
 
volatile
 
Singleton
 
instance
;

  
public
 
static
 
Singleton
 
Instance

  
{

    
get

    
{

      
// DoubleLock

      
if
 
(
instance
 
==
 
null
)

      
{

        
lock
(
_lock
)

        
{

          
if
 
(
instance
 
==
 
null
)

            
instance
 
=
 
new
 
Singleton
();

        
}

      
}

      
return
 
instance
;

    
}

  
}

  
// Hilfsfeld für eine sichere Threadsynchronisierung

  
private
 
static
 
object
 
_lock
 
=
 
new
 
object
();

}

```

Verwendung:
```
Singleton
 
a
 
=
 
Singleton
.
Instance
;

Singleton
 
b
 
=
 
Singleton
.
Instance
;

Assert
.
AreEqual
(
a
,
b
);

```

Hinweise zum Code:
- Das private Hilfsobjekt _lock ist hier unbedingt notwendig. Die frühere gängige Methode lock(this){ … } hat sich als unzureichend herausgestellt, weil fehlerhafter oder böswilliger Code durch den Aufruf Monitor.Exit(Singleton); die Threadsicherheit einfach aushebeln kann.
- Double-Lock-Muster: Damit nach der Instanziierung des Objektes die bremsende Synchronisation per lock() wegfällt, wird dieselbe If-Abfrage zusätzlich vor dem Lock-Abschnitt eingesetzt.
- Das Schlüsselwort volatile bewirkt, dass die Instanz von mehreren Threads gleichzeitig bearbeitet werden kann.

Falls es keine konkreten Einwände gibt, dass das Singleton-Objekt auch schon früher instanziiert werden darf, ist der vorher beschriebene Code einfacher und schneller und daher in C# vorzuziehen.

### Threadsicher mit Synchronisation
Eine Umgehung des Double-Lock-Antimusters ist die Verwendung des MethodImpl-Attributs um einen synchronisierten Methodenaufruf zu gewährleisten. Dies entspricht dem Schlüsselwort synchronized in Java.
```
class
 
Singleton

{

  
private
 
Singleton
()
 
{
 
}

  
private
 
static
 
volatile
 
Singleton
 
instance
;

  
public
 
static
 
Singleton
 
Instance

  
{

    
[MethodImpl(MethodImplOptions.Synchronized)]

    
get

    
{

      
if
 
(
instance
 
==
 
null
)

        
instance
 
=
 
new
 
Singleton
();

      
return
 
instance
;

    
}

  
}

}

```

Verwendung:
```
Singleton
 
a
 
=
 
Singleton
.
Instance
;

Singleton
 
b
 
=
 
Singleton
.
Instance
;

Assert
.
AreEqual
(
a
,
b
);

```

### Generisch
Eine einfache generische Variante
```
public
 
class
 
Singleton
<
T
>
 
where
 
T
 
:
 
class
,
 
new
()

{

  
private
 
Singleton
()
 
{
 
}

  
private
 
class
 
SingletonCreator

  
{

    
static
 
SingletonCreator
()
 
{
 
}

    
internal
 
static
 
readonly
 
T
 
instance
 
=
 
new
 
T
();

  
}

  
public
 
static
 
T
 
Instance

  
{

    
get

    
{

      
return
 
SingletonCreator
.
instance
;

    
}

  
}

}

```

Bei dieser Variante kann das Delegat-Konstruktor-Handshake-Pattern eingesetzt werden um sicherzustellen, dass der öffentliche parameterfreie Konstruktor nur von der generischen Singleton-Klasse aufgerufen werden kann:
```
public
 
class
 
SomeSingleton

{

    
public
 
SomeSingleton
(
Singleton
<
SomeSingleton
>
 
caller
)

    
{

        
if
 
(
caller
 
==
 
null
)

        
{

            
throw
 
new
 
Exception
();

        
}

    
}

}

```

Alternativ kann System.Reflection oder System.Diagnostics verwendet werden um Informationen über die aufrufende Objekt zu erhalten. Hierzu muss das aufzurufende Objekt im Konstruktor übergeben und analysiert werden. Zudem wird dabei nicht die new()-Bedingung erfüllt, weshalb das entsprechende Konstrukt entfernt werden muss.

### Generisch mit statischer Fabrikmethode
Bei dieser Variante wird eine statische Fabrikmethode verwendet um die Singleton-Instanz zu erzeugen.
```
public
 
class
 
Singleton
<
T
>
 
where
 
T
 
:
 
class

{

  
// Methode zur Erzeugung einer neuen Instanz, welche als Delegat übergeben wird

  
public
 
delegate
 
T
 
CreateInstanceDelegate
(
Singleton
<
T
>
 
caller
);

  
private
 
static
 
CreateInstanceDelegate
 
CreateInstanceMethod
 
{
 
get
;
 
set
;
 
}

  
// Konstruktor

  
public
 
Singleton
(
CreateInstanceDelegate
 
createInstanceMethod
)

  
{

    
if
 
(
CreateInstanceMethod
 
==
 
null
)
 
throw
 
new
 
ArgumentNullException
();

    
CreateInstanceMethod
 
=
 
createInstanceMethod
;

  
}

  
// Lock-Objekt für Threadsicherheit

  
static
 
readonly
 
object
 
Padlock
 
=
 
new
 
Object
();

  
// Singleton-Instanz

  
private
 
static
 
T
 
_instance
 
=
 
null
;

  
public
 
T
 
Instance

  
{

    
get

    
{

      
lock
 
(
Padlock
)

      
{

        
if
 
(
_instance
 
==
 
null
)

          
_instance
 
=
 
CreateInstanceMethod
(
this
);

        
return
 
_instance
;

      
}

    
}

  
}

}

```

Einsatz:
```
public
 
sealed
 
class
 
SomeSingleton

{

  
public
 
static
 
SomeSingleton
 
CreateInstance
(
Singleton
<
SomeSingleton
>
 
caller
)

  
{

    
return
 
(
caller
 
==
 
null
)
 
?
 
null
 
:
 
new
 
SomeSingleton
();

  
}

  
private
 
SomeSingleton
()
 
{
 
}

}

```

Verwendung:
```
SomeSingleton
 
a
 
=
 
new
 
Singleton
<
SomeSingleton
>
(
SomeSingleton
.
CreateInstance
).
Instance
;

SomeSingleton
 
b
 
=
 
new
 
Singleton
<
SomeSingleton
>
(
SomeSingleton
.
CreateInstance
).
Instance
;

Assert
.
AreEqual
(
a
,
b
);

```

### Generisch, Abstrakt
```
public
 
abstract
 
class
 
Singleton
<
T
>
 
where
 
T
 
:
 
Singleton
<
T
>

{

  
private
 
static
 
T
 
_instance
;

  
protected
 
static
 
bool
 
IsInitialised
 
{
 
get
 
{
 
return
 
(
_instance
 
!=
 
null
);
 
}
 
}

  
protected
 
static
 
T
 
Instance
 
{
 
get
 
{
 
(
IsInitialised
)
 
?
 
SingletonCreator
.
Instance
 
:
 
null
;
 
}
 
}

  
protected
 
Singleton
()
 
{
 
}

  
protected
 
static
 
void
 
Init
(
T
 
newInstance
)

  
{

    
if
 
(
newInstance
 
==
 
null
)
 
throw
 
new
 
ArgumentNullException
();

    
_instance
 
=
 
newInstance
;

  
}

  
// da C# keine abstrakten statischen Methoden erlaubt,

  
// wird die Erzeugung der Singleton-Instanz an diese Klasse weitergeleitet

  
private
 
class
 
SingletonCreator

  
{

    
static
 
SingletonCreator
()
 
{
 
}

    
internal
 
static
 
readonly
 
T
 
Instance
 
=
 
_instance
;

  
}

}

```

Einsatz:
```
public
 
sealed
 
class
 
SomeSingleton
 
:
 
Singleton
<
SomeSingleton
>

{

  
public
 
static
 
SomeSingleton
 
Instance

  
{

    
get

    
{

      
(
IsInitialised
)
 
?
 
return
 
UniqueInstance
 
:
 
Init
(
new
 
SomeGenericSingleton
());

    
}

  
}

  
private
 
SomeSingleton
()
 
{
 
}

}

```

Verwendung:
```
SomeSingleton
 
a
 
=
 
SomeSingleton
.
Instance
;

SomeSingleton
 
b
 
=
 
SomeSingleton
.
Instance
;

Assert
.
AreEqual
(
a
,
b
);

```

### Generisch, Abstrakt, Lazy
Dies ist eine generische abstrakte Klasse die eine Singleton-Instanz lazy erzeugt.
```
public
 
abstract
 
class
 
Singleton
<
T
>
 
where
 
T
 
:
 
class

{

  
// Lazy Instanziierung

  
private
 
static
 
readonly
 
Lazy
<
T
>
 
_instance
 
=
 
new
 
Lazy
<
T
>
(
 
()
 
=>
 
CreateSingletonInstance
()
 
);

  
public
 
static
 
T
 
Instance

  
{

    
get

    
{

      
return
 
_instance
.
Value
;

    
}

  
}

  
private
 
static
 
T
 
CreateSingletonInstance
()

  
{

    
// Konstruktion des Singleton-Objekts

    
return
 
Activator
.
CreateInstance
(
typeof
(
T
),
 
true
)
 
as
 
T
;

  
}

}

```

Einsatz:
```
class
 
SomeSingleton
 
:
 
Singleton
<
SomeSingleton
>

{

  
// öffentliche Felder und Methoden

  
public
 
string
 
SomeString
 
{
get
;
 
set
;
 
}

  
// Konstruktor muss private sein

  
private
 
SomeSingleton
()

  
{

  
}

}

```

Verwendung:
```
SomeSingleton
 
a
 
=
 
SomeSingleton
.
Instance
;

SomeSingleton
 
b
 
=
 
SomeSingleton
.
Instance
;

Assert
.
AreEqual
(
a
,
b
);

```

### Generisch mit Aufruf eines privaten Konstruktors über Reflexion
Die folgende Variante ruft einen privaten Konstruktor über Reflexion auf:
```
public
 
class
 
Singleton
<
T
>
 
where
 
T
 
:
 
class

{

    
private
 
Singleton
()
 
{
 
}

    
private
 
class
 
SingletonCreator

    
{

        
static
 
SingletonCreator
()
 
{
 
Instance
 
=
 
CreateInstance
();
 
}

        
private
 
static
 
T
 
CreateInstance
()

        
{

            
ConstructorInfo
 
constructorInfo
 
=
 
typeof
(
T
).
GetConstructor
(
BindingFlags
.
Instance
 
|
 
BindingFlags
.
NonPublic
,
 
Type
.
DefaultBinder
,
 
Type
.
EmptyTypes
,
 
null
);

            
if
 
(
constructorInfo
 
!=
 
null
)

                
return
 
constructorInfo
.
Invoke
(
null
)
 
as
 
T
;

            
else

                
return
 
null
;
 
// oder: throw new InvalidOperationException("Should have a private parameterless constructor");

        
}

        
internal
 
static
 
readonly
 
T
 
Instance
 
{
 
get
;
 
private
 
set
;
 
}

    
}

    
public
 
static
 
T
 
Instance

    
{

        
get
 
{
 
return
 
SingletonCreator
.
Instance
;
 
}

    
}

}

```

Einsatz:
```
public
 
class
 
SomeSingleton
 
:
 
Singleton
<
SomeSingleton
>

{

    
private
 
SomeSingleton
()
 
{
 
}

}

```

Verwendung:
```
SomeSingleton
 
a
 
=
 
SomeSingleton
.
Instance
;

SomeSingleton
 
b
 
=
 
SomeSingleton
.
Instance
;

Assert
.
AreEqual
(
a
,
b
);

```

## Implementierung inC++
Die Implementierung im Buch Entwurfsmuster ist nur für Single-Thread Programme geeignet. Bei Multi-Thread Programmen muss die get Methode durch ein Mutex geschützt werden. Diese C++11 Single-Thread Implementierung basiert auf der vor C++98 Implementierung im Buch Entwurfsmuster.
```
#include
 
<iostream>

class
 
Singleton
 
{

public
:

  
// definiert eine Klassenoperation, die es Klienten ermöglicht, auf sein einziges Exemplar (Instanz) zuzugreifen.

  
static
 
Singleton
&
 
get
()
 
{

    
// ist potentiell für die Erzeugung seines einzigen Exemplars zuständig.

    
if
 
(
nullptr
 
==
 
instance
)
 
instance
 
=
 
new
 
Singleton
;

    
return
 
*
instance
;

  
}

  
Singleton
(
const
 
Singleton
&
)
 
=
 
delete
;
 
// Dreierregel

  
Singleton
&
 
operator
=
(
const
 
Singleton
&
)
 
=
 
delete
;

  
static
 
void
 
destruct
()
 
{

    
delete
 
instance
;

    
instance
 
=
 
nullptr
;

  
}

  
// existierende Schnittstelle folgt hier

  
int
 
getWert
()
 
{

    
return
 
wert
;

  
}

  
void
 
setWert
(
int
 
wert_
)
 
{

    
wert
 
=
 
wert_
;

  
}

private
:

  
Singleton
()
 
=
 
default
;
 
// kein public Konstruktor

  
~
Singleton
()
 
=
 
default
;
 
// kein public Dekonstruktor

  
static
 
Singleton
*
 
instance
;
 
// Deklaration Klassenvariable

  
int
 
wert
;

};

Singleton
*
 
Singleton
::
instance
 
=
 
nullptr
;
 
// Definition Klassenvariable

int
 
main
()
 
{

  
Singleton
::
get
().
setWert
(
42
);

  
std
::
cout
 
<<
 
"wert="
 
<<
 
Singleton
::
get
().
getWert
()
 
<<
 
'\n'
;

  
Singleton
::
destruct
();

}

```

Die Programmausgabe ist:
```
wert
=
42

```

Das Meyers Singleton nutzt eine statische Variable in der Methode get. Deshalb gibt es keine destruct Methode. Die Programmausgabe ist wie oben.
```
#include
 
<iostream>

class
 
Singleton
 
{

public
:

  
static
 
Singleton
&
 
get
()
 
{

    
static
 
Singleton
 
instance
;

    
return
 
instance
;

  
}

  
int
 
getWert
()
 
{

    
return
 
wert
;

  
}

  
void
 
setWert
(
int
 
wert_
)
 
{

    
wert
 
=
 
wert_
;

  
}

private
:

  
Singleton
()
 
=
 
default
;

  
~
Singleton
()
 
=
 
default
;

  
int
 
wert
;

};

int
 
main
()
 
{

  
Singleton
::
get
().
setWert
(
42
);

  
std
::
cout
 
<<
 
"wert="
 
<<
 
Singleton
::
get
().
getWert
()
 
<<
 
'\n'
;

}

```

Dritte Methode: Bietet eine Basisklasse, um auf einfachste Weise eine Klasse als Singleton auszuweisen.
```
   
template
 
<
class
 
T_DERIVED
>

   
class
 
CSingleton

   
{

      
public
:

         
static
 
T_DERIVED
&
 
GetInstance
()

         
{

            
static
 
T_DERIVED
 
oInstance
 
;

            
return
 
oInstance
 
;

         
}

      
protected
:

         
CSingleton
(){}

      
private
:

         
CSingleton
(
 
const
 
CSingleton
&
 
)
 
;

         
CSingleton
&
 
operator
=
(
 
const
 
CSingleton
&
 
)
 
{
return
 
*
this
;}

   
}
 
;

   
// Verwendung

   
class
 
CMySingleton
 
:
 
public
 
CSingleton
<
 
CMySingleton
 
>

   
{

      
friend
 
class
 
CSingleton
<
 
CMySingleton
 
>
;

      
private
:

         
CMySingleton
(){}

      
//...

   
};

```

## Implementierung inDelphi

### Implementierung ab Delphi 5
```
unit
 
Singleton
;

interface

uses

  
Windows
,
 
Dialogs
,
 
Forms
,
 
sysutils
;

type

  
TSingleton
 
=
 
class

  
protected

    
constructor
 
CreateInstance
;

    
class
 
function
 
AccessInstance
(
Request
:
 
Integer
)
:
 
TSingleton
;

  
public

    
constructor
 
Create
;

    
destructor
 
Destroy
;
 
override
;

    
Procedure
 
MyFoo
()
;

    
class
 
function
 
Instance
:
 
TSingleton
;

    
class
 
procedure
 
ReleaseInstance
;

  
end
;

implementation

//******************************************************************************

constructor
 
TSingleton
.
Create
;

begin

  
inherited
 
Create
;

  
raise
 
Exception
.
CreateFmt
(
'Access class %s through Instance only'
,

          
[
ClassName
])
;

end
;

//******************************************************************************

constructor
 
TSingleton
.
CreateInstance
;

begin

  
// Meine internen Dinge erzeugen

  
// ...

  
inherited
 
Create
;

end
;

//******************************************************************************

destructor
 
TSingleton
.
Destroy
;

begin

  
// Meine internen Dinge freigeben

  
// ...

  
if
 
AccessInstance
(
0
)
 
=
 
Self
 
then
 
AccessInstance
(
2
)
;

  
inherited
 
Destroy
;

end
;

//******************************************************************************

class
 
function
 
TSingleton
.
AccessInstance
(
Request
:
 
Integer
)
:
 
TSingleton
;

{$WRITEABLECONST ON}

const

     
FInstance
:
 
TSingleton
 
=
 
nil
;

{$WRITEABLECONST OFF}

begin

  
case
 
Request
 
of

    
0
 
:
 
;

    
1
 
:
 
if
 
not
 
Assigned
(
FInstance
)
 
then
 
FInstance
 
:=
 
CreateInstance
;

    
2
 
:
 
FInstance
 
:=
 
nil
;

  
else

    
raise
 
Exception
.
CreateFmt
(
'Illegal request %d in AccessInstance'
,

            
[
Request
])
;

  
end
;

  
Result
 
:=
 
FInstance
;

end
;

//******************************************************************************

class
 
function
 
TSingleton
.
Instance
:
 
TSingleton
;

begin

  
Result
 
:=
 
AccessInstance
(
1
)
;

end
;
 
// Instance

//******************************************************************************

class
 
procedure
 
TSingleton
.
ReleaseInstance
;

begin

  
AccessInstance
(
0
)
.
Free
;

end
;

//++++++++++++++++++++++++++++++++++++++++++++++++++++++++++++++++++++++++++++++

Procedure
 
TSingleton
.
MyFoo
()
;

begin

  
// Mach was

end
;

end
.

```

Aufruf:
```
  
TSingleton
.
Instance
.
MyFoo
()
;

```

### Implementierung ab Delphi 2007
```
unit
 
Singleton
;

interface

uses

  
SysUtils
,
 
Windows
,
 
Messages
,
 
Classes
,
 
Controls
,
 
StdCtrls
,
 
Forms
,
 
Dialogs
;

type

  
TSingleton
 
=
 
class
(
TInterfacedObject
)

  
private

    
class
 
var

      
FInstance
:
 
TSingleton
;

  
protected

    
constructor
 
CreateInstance
;

  
public

    
constructor
 
Create
(
const
 
Dummy
:
Integer
 
=
 
0
)
;

    
destructor
 
Destroy
;
 
override
;

    
Procedure
 
MyFoo
()
;

    
class
 
function
 
Instance
:
 
TSingleton
;

    
class
 
procedure
 
ReleaseInstance
;

  
end
;

implementation

//++++++++++++++++++++++++++++++++++++++++++++++++++++++++++++++++++++++++++++++

constructor
 
TSingleton
.
Create
(
const
 
Dummy
:
Integer
 
=
 
0
)
;

begin

  
inherited
 
Create
;

  
raise
 
Exception
.
CreateFmt
(
'Access class %s through Instance only'
,

      
[
ClassName
])
;

end
;

//++++++++++++++++++++++++++++++++++++++++++++++++++++++++++++++++++++++++++++++

destructor
 
TSingleton
.
Destroy
;

begin

  
// Meine internen Dinge freigeben

  
// ...

  
if
 
FInstance
 
=
 
Self
 
then
 
FInstance
 
:=
 
nil
;

  
inherited
 
Destroy
;

end
;

//++++++++++++++++++++++++++++++++++++++++++++++++++++++++++++++++++++++++++++++

constructor
 
TSingleton
.
CreateInstance
;

begin

  
// Meine internen Dinge initialisieren

  
// ...

end
;

//++++++++++++++++++++++++++++++++++++++++++++++++++++++++++++++++++++++++++++++

class
 
function
 
TSingleton
.
Instance
:
 
TSingleton
;

begin

  
if
 
FInstance
 
=
 
nil
 
then

    
FInstance
 
:=
 
CreateInstance
;

  
Result
 
:=
 
FInstance
;

end
;

//++++++++++++++++++++++++++++++++++++++++++++++++++++++++++++++++++++++++++++++

class
 
procedure
 
TSingleton
.
ReleaseInstance
;

begin

  
if
 
FInstance
 
<>
 
nil
 
then

    
FreeAndNil
(
FInstance
)
;

end
;

//++++++++++++++++++++++++++++++++++++++++++++++++++++++++++++++++++++++++++++++

Procedure
 
TSingleton
.
MyFoo
()
;

begin

  
// Mach was

end
;

end
.

```

Aufruf:
```
  
TSingleton
.
Instance
.
MyFoo
()
;

```

## Implementierung inJava

### Enum
Gemäß Joshua Bloch ist die beste Art, ein Singleton in Java zu implementieren, die folgende:
```
  
public
 
enum
 
Singleton
 
{

      
INSTANCE
;

      
public
 
void
 
doSomething
(){

            
//TODO

      
}

  
}

```

Verwendung:
```
Singleton
.
INSTANCE
.
doSomething
()

```

Diese Art funktionierte ab Java Version 5, da erst mit dieser Version Enums eingeführt wurden.

### Allgemein
Die Erstellung des einmalig existierenden Objekts wird folgendermaßen erreicht:
- Der Konstruktor der Singleton-Klasse ist privat. So ist es von außen nicht möglich, ein weiteres Objekt dieser Klasse zu erzeugen.
- Als Ersatz wird eine neue Zugriffsmethode angelegt, die eine Referenz auf das einzige Objekt zurückgeben kann.
- Die Variable, in der das Objekt gespeichert wird, erhält den Modifikator „statisch“ (static). Sie ist außerdem synchronisiert, um die Sicherheit bei nebenläufiger Ausführung zu gewährleisten. In Java wird auch dabei das Objekt erst erzeugt, wenn es gebraucht wird.

```
public
 
final
 
class
 
Singleton

{

    
/**

     * privates Klassenattribut,

     * wird beim erstmaligen Gebrauch (nicht beim Laden) der Klasse erzeugt

     */

    
private
 
static
 
Singleton
 
instance
;

    
/** Konstruktor ist privat, Klasse darf nicht von außen instanziiert werden. */

    
private
 
Singleton
()
 
{}

    
/**

     * Statische Methode „getInstance()“ liefert die einzige Instanz der Klasse zurück.

     * Ist synchronisiert und somit thread-sicher.

     */

    
public
 
synchronized
 
static
 
Singleton
 
getInstance
()

    
{

        
if
 
(
instance
 
==
 
null
)

        
{

            
instance
 
=
 
new
 
Singleton
();

        
}

        
return
 
instance
;

    
}

}

```

Nachteil dieser Variante ist, dass auch nach der Instanziierung jeder Lesezugriff über getInstance() synchronisiert ist und so mehrere gleichzeitig zugreifende Threads sich gegenseitig blockieren.
Implementierungen, die mittels „double-checked locking“ bei bereits existierender Instanz auf die Synchronisation verzichten, sind im Allgemeinen nicht threadsicher.

### Lazy-Instantiierung
In Java ist diese Implementierung dem Lazy-Creation-Ansatz vorzuziehen. Die Initialisierung findet durch das späte Initialisieren der Klasse erst statt, wenn die Klasse Singleton referenziert wird. Da der Zugriff nur via getInstance() erfolgt, ist dies auch der spätest mögliche Zeitpunkt und entspricht somit der Lazy-Evaluation ohne den Synchronisierungs-Overhead.
```
  
public
 
final
 
class
 
Singleton
 
{

      
/** Privates Klassenattribut, einzige Instanz der Klasse wird erzeugt. */

      
private
 
static
 
final
 
Singleton
 
INSTANCE
 
=
 
new
 
Singleton
();

      
/** Konstruktor ist privat, darf nicht von außen aufgerufen werden. */

      
private
 
Singleton
()
 
{}

      
/** Statische Methode „getInstance()“ liefert die einzige Instanz der Klasse zurück. */

      
public
 
static
 
Singleton
 
getInstance
()
 
{

          
return
 
INSTANCE
;

      
}

      
// Hier folgen die Variablen des Singletons (nicht static!).

      
// Nun kommen die Public-Methoden, über die auf das Singleton zugegriffen wird,

      
// und schlussendlich noch die (privaten) Methoden, die die Implementierung enthalten.

      
// Wichtig: Methoden, die auf Instanz-Variablen zugreifen, müssen mit entsprechenden Mitteln

      
// synchronisiert werden, da es das Singleton nur einmal gibt und die Variablen somit automatisch global sind

      
// und von mehreren Threads gleichzeitig darauf zugegriffen werden kann.

 
}

```

```
  
public
 
final
 
class
 
Singleton
 
{

      
/** Private Klasse, einzige Instanz von Singleton wird beim Laden von Holder erzeugt. */

      
private
 
static
 
class
 
Holder
 
{

          
private
 
static
 
final
 
Singleton
 
INSTANCE
 
=
 
new
 
Singleton
();

      
}

      
/** Konstruktor ist privat, darf nicht von außen aufgerufen werden. */

      
private
 
Singleton
()
 
{}

      
/** Statische Methode „getInstance()“ liefert die einzige Instanz der Klasse zurück. */

      
public
 
static
 
Singleton
 
getInstance
()
 
{

          
return
 
Holder
.
INSTANCE
;

      
}

 
}

```

Hierdurch können andere statische Methoden von Singleton gerufen oder in dieser definierte Konstanten referenziert werden, ohne INSTANCE bereits zu erzeugen.

## Implementierung inPerl
Die Methode instance gibt $instance zurück, bzw. initialisiert es vorher noch, wenn dies noch nicht geschehen ist.
```
package
 
My::Singleton
;

use
 
strict
;
 
use
 
warnings
;

my
 
$instance
;

sub
 
instance
()
 
{

        
return
 
$instance
 
or
 
$instance
 
=
 
bless
 
{};

}

```

Dies kann dann mit dem folgenden Code genutzt werden:
```
use
 
My::Singleton
;

my
 
$eins
 
=
 
My::Singleton
->
instance
;
   
# eine neue Instanz

my
 
$zwei
 
=
 
My::Singleton
->
instance
;
   
# die gleiche Instanz

```

### Threadsicher
Hier wird $instance bereits bei der Initialisierung von Singleton angelegt. Durch das :shared wird das Beispiel außerdem thread-safe.
```
package
 
Singleton
;

use
 
strict
;
 
use
 
warnings
;

my
 
$instance
 
:
shared
 
=
 
bless
 
{};

sub
 
instance
()
 
{
 
return
 
$instance
;
 
}

42
;

```

### MitCPAN-Modul
Etwas erweiterte Funktionalität bietet das CPAN-Modul Class::Singleton.

## Implementierung inPHP

### Ab PHP Version 5
```
<?php

 
final
 
class
 
Singleton
 
{

   
// Anlegen der Instanz

   
private
 
static
 
$instance
 
=
 
NULL
;

   
// Konstruktor privat, damit die Klasse nur aus sich selbst heraus instanziiert werden kann.

   
private
 
function
 
__construct
()
 
{}

   
// Diese statische Methode gibt die Instanz zurueck.

   
public
 
static
 
function
 
getInstance
()
 
{

       
if
 
(
NULL
 
===
 
self
::
$instance
)
 
{

           
self
::
$instance
 
=
 
new
 
self
;

       
}

       
return
 
self
::
$instance
;

   
}

   
// Klonen durch private Klonmethode von außen verbieten.

   
private
 
function
 
__clone
()
 
{}

 
}

 
// Erzeugen einer Instanz der Klasse

 
$singleton
 
=
 
Singleton
::
getInstance
();

?>

```

## Implementierung inPython

### Ab Python Version 2.2
```
  
class
 
Singleton
(
object
):

      
def
 
__new__
(
type
,
 
*
args
):

          
# Falls es noch keine Instanz dieser Klasse gibt, wird eine erstellt und in _the_instance abgelegt.

          
# Diese wird dann jedes Mal zurückgegeben.

          
if
 
not
 
'_the_instance'
 
in
 
type
.
__dict__
:

              
type
.
_the_instance
 
=
 
object
.
__new__
(
type
)

          
return
 
type
.
_the_instance

      
def
 
__init__
(
self
):

          
if
 
not
 
'_ready'
 
in
 
dir
(
self
):

              
# Der Konstruktor wird bei jeder Instanziierung aufgerufen.

              
# Einmalige Dinge wie zum Beispiel die Initialisierung von Klassenvariablen müssen also in diesen Block.

              
self
.
_ready
 
=
 
True

```

### Borg-Pattern
Unter Python gibt es auch mehrere Ansätze für das Singleton-Entwurfsmuster. Eine Umsetzung des Monostate-Prinzips ist auch als Borg-Pattern bekannt:
```
class
 
Borg
(
object
):

    
_shared
 
=
 
{}

    
def
 
__new__
(
cls
,
*
args
,
**
kwargs
):

        
inst
 
=
 
object
.
__new__
(
cls
)

        
inst
.
__dict__
 
=
 
cls
.
_shared

        
return
 
inst

```

## Implementierung inVisual Basic .NET
Die folgende Implementierung ist threadsicher.
```
  
Public
 
Class
 
Singleton

    
' Variable zur Speicherung der einzigen Instanz

    
Private
 
Shared
 
instance
 
As
 
Singleton
 
=
 
Nothing

    
' Hilfsvariable für eine sichere Threadsynchronisierung.

    
Private
 
Shared
 
ReadOnly
 
mylock
 
As
 
New
 
Object
()

    
' Konstruktor ist privat, damit die Klasse nur aus sich selbst heraus instanziiert werden kann.

    
Private
 
Sub
 
New
()

        
'

    
End
 
Sub

    
' Diese Shared-Methode liefert die einzige Instanz der Klasse zurück.

    
Public
 
Shared
 
Function
 
GetInstance
()
 
As
 
Singleton

        
SyncLock
 
(
mylock
)

            
If
 
instance
 
Is
 
Nothing
 
Then

                
instance
 
=
 
New
 
Singleton

            
End
 
If

        
End
 
SyncLock

        
Return
 
instance

    
End
 
Function

  
End
 
Class

  
' Zugriff über Dim s As Singleton = Singleton.GetInstance()

```